# Методи Гелев (общественик)
Вижте пояснителната страница за други личности с името Методи Гелев.
Методи или Методий Гелев е български просветен деец и общественик, революционер, масон, член на Националния комитет на македонските братства и на Вътрешната македонска революционна организация.

## Биография
Методи Гелев е учител в Солунската българска мъжка гимназия в 1910 – 1912 година.
След войните за национално обединение се установява в България, работи като подначалник в Министерството на вътрешните работи.
Участва във възстановяването на ВМРО през 1921 година.
Влиза в Националния комитет на Съюза на македонските емигрантски организации (СМЕО) в януари 1923 година като член и повторно между 1924 и 1926 година.
През март 1929 година след Седмия конгрес на Съюза на македонските емигрантски организации като представител на Пловдивското братство подписва брошурата „Едно необходимо осветление“.